# Кармадонское сельское поселение
Кармадонское се́льское поселе́ние — муниципальное образование в Пригородном районе Северной Осетии Российской Федерации.
Административный центр — село Кармадон.

## История
Статус и границы сельского поселения установлены Законом Республики Северная Осетия-Алания от 5 марта 2005 года № 18-рз «Об установлении границ муниципального образования Пригородный район, наделении его статусом муниципального района, образовании в его составе муниципальных образований - сельских поселений и установлении их границ»

## Население
| 2002 | 2010 | 2011 | 2012 | 2013 | 2014 | 2015 |
| ---- | ---- | ---- | ---- | ---- | ---- | ---- |
| 291  | ↗348 | ↘347 | ↗351 | →351 | ↗358 | ↗361 |
| 2016 | 2017 | 2018 | 2019 | 2020 | 2021 | 2023 |
| ↘358 | ↘355 | ↗362 | ↗364 | ↗367 | ↘310 | ↘305 |
| 2024 | 2025 |      |      |      |      |      |
| ↘304 | ↗307 |      |      |      |      |      |

## Состав сельского поселения
| № | Населённый пункт | Тип населённого пункта       | Население |
| - | ---------------- | ---------------------------- | --------- |
| 1 | Верхний Кани     | село                         | ↘44       |
| 2 | Кармадон         | село, административный центр | ↗102      |
| 3 | Нижний Кани      | село                         | →13       |
| 4 | Старая Саниба    | село                         | ↘138      |
| 5 | Тменикау         | село                         | ↗13       |